# Kuta
Kuta ist eine Stadt auf der indonesischen Insel Bali südlich von der Hauptstadt Denpasar.

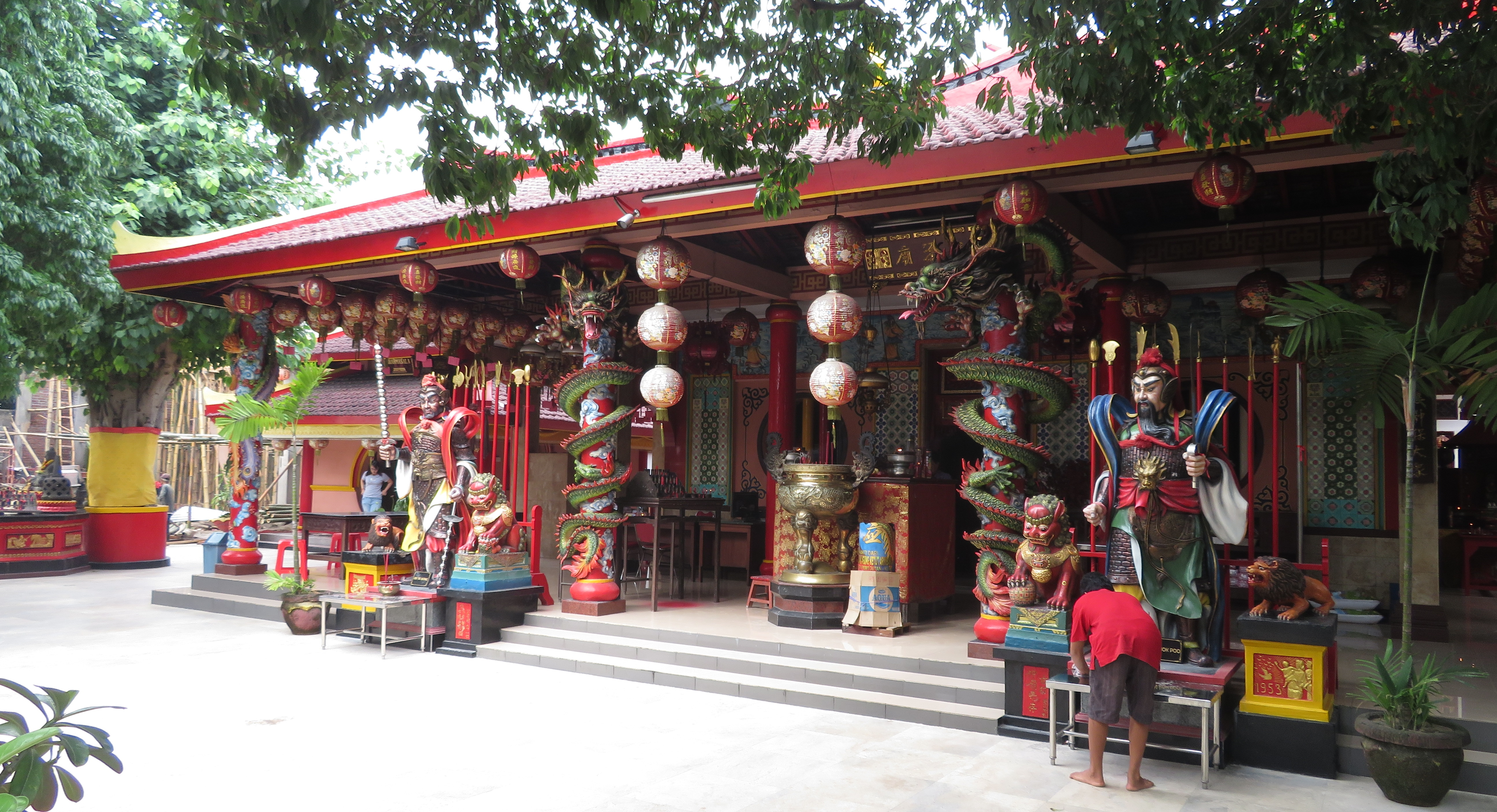
Buddhistischer Tempel Viharaya Dharmayana

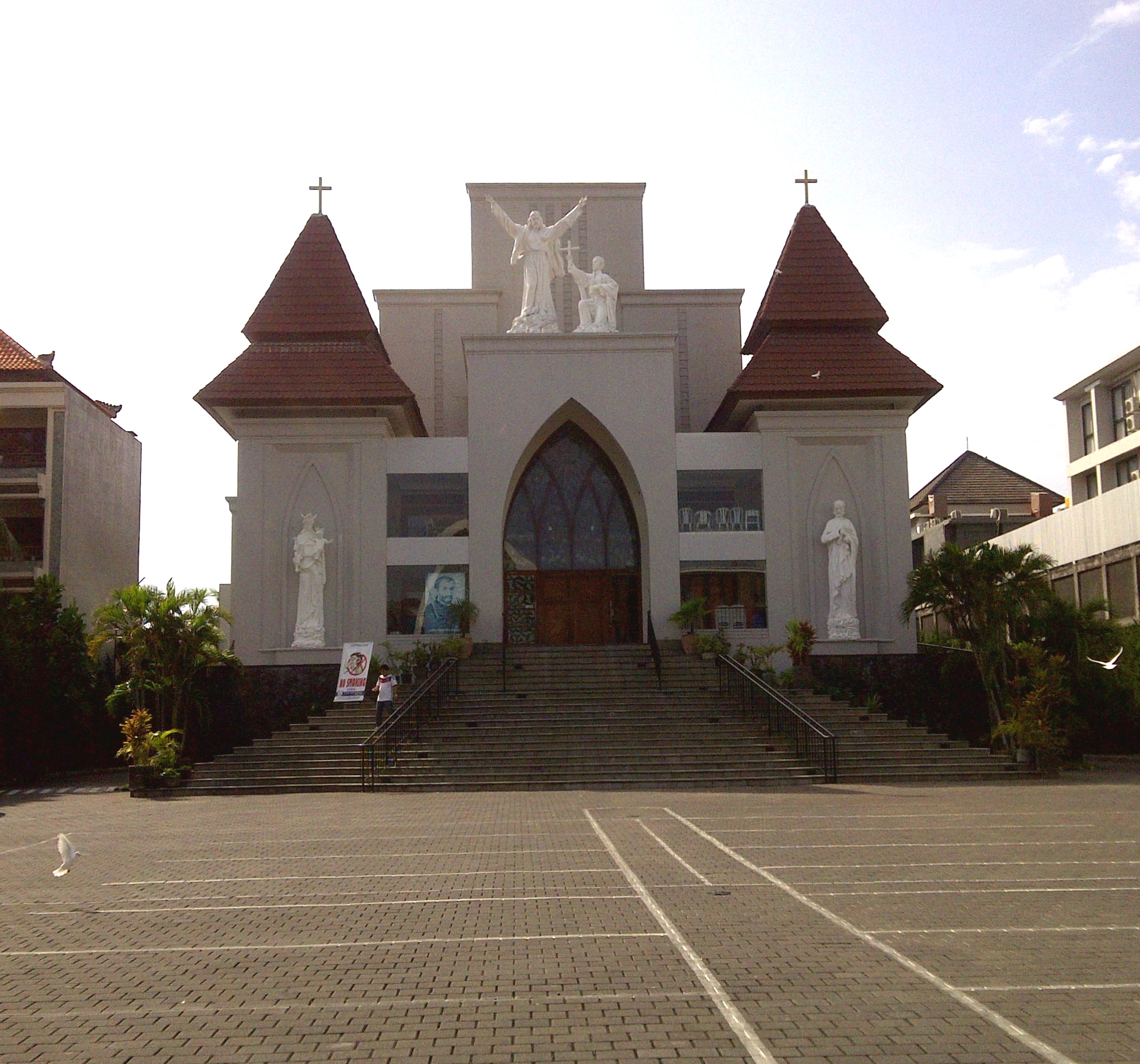
St. Franziskus Xaverius-Kirche

## Tourismus
Kuta ist bekannt für seinen kilometerlangen, breiten Sandstrand, dessentwegen sich die Stadt zu einem Zentrum des westlichen Pauschaltourismus entwickelte. Der Sandstrand Kutas eignet sich gut zum Surfen, aufgrund der starken Brandung jedoch nur eingeschränkt zum Schwimmen. Das Stadtbild ist vor allem durch Hotels, Geschäfte im touristischen Stil und Diskotheken geprägt. Daher hat Kuta sich im Laufe der letzten Jahre stark „verwestlicht“, vor allem in der Umgebung der Hauptgeschäftsstraße Jalan Legian. Die meisten Touristen kommen aus Australien, Indonesien, Deutschland, Japan, China, den Niederlanden, Indien und Malaysia. Der Internationale Flughafen Balis Denpasar Ngurah Rai International Airport liegt unmittelbar südlich von Kuta.

## Sprengstoffanschläge
Am 12. Oktober 2002 wurde Kuta das Ziel eines terroristischen Anschlags islamischer Extremisten. Dabei wurden durch die Detonation einer Autobombe zwei Diskotheken vollständig zerstört und insgesamt 202 Menschen, vorwiegend Australier, getötet. Auf der Jalan Legian steht seither ein großes Denkmal mit den Namen der Opfer. Gegenüber befindet sich ein Parkplatz: Hier stand eine der beiden bei dem Anschlag zerstörten Diskotheken, und das Gebäude wurde nicht wieder aufgebaut.
Infolge des Anschlags brach der Tourismus auf Bali ein. Die Stadt und die Insel haben sich von diesem Ereignis nicht völlig erholt.
Am 1. Oktober 2005 erschütterte ein weiterer Anschlag mit mehreren Toten die Stadt erneut. Dabei explodierte ein Sprengsatz in einem Restaurant auf der vielfrequentierten Shoppingmeile am Matahari-Kaufhaus. Weitere Explosionen gab es fast zur selben Zeit in zwei Strand-Restaurants im ca. 15 Kilometer entfernten Jimbaran.

## Sehenswerte Gebäude
Zu den wenigen architektonischen Sehenswürdigkeiten in Kuta zählt der 1876 gegründete und im chinesischen Stil erbaute buddhistische Tempel Viharaya Dharmayana, einer von insgesamt nur fünf buddhistischen Tempeln auf Bali. 1982 besuchte ihn der Dalai Lama. Von den Einwohnern Balis sind nur 0,6 % Buddhisten, am ehesten Chinesen, die seit langem auf Bali leben. Daher ist der Tempel im Gegensatz zu den meisten anderen buddhistischen Tempeln in Indonesien farbenfroh im chinesischen Stil gestaltet, wobei die Farben Rot und Gelb vorherrschen.
Die römisch-katholische Kirche St. Franziskus Xaverius wurde 2006 eingeweiht.